# Moosmühle (Fuchstal)
Moosmühle ist ein Ortsteil der Gemeinde Fuchstal im oberbayerischen Landkreis Landsberg am Lech.

## Geografie
Die Einöde liegt etwa zwei Kilometer westlich von Leeder im Tal des Wiesbach.

## Geschichte
Moosmühle wird erstmals 1562 als Müli bey Leder genannt.
Bis 1975 befand sich in Moosmühle eine große Mahlmühle. Nach deren Abriss sind lediglich einige Nebengebäude noch erhalten.